# Episodi di SOKO Wismar (sesta stagione)
La sesta stagione della serie televisiva SOKO Wismar è stata trasmessa in anteprima in Germania dalla ZDF tra il 1º ottobre 2008 e l'11 marzo 2009.
| nº | Titolo originale             | Titolo italiano | Prima TV Germania | Prima TV Italia |
| -- | ---------------------------- | --------------- | ----------------- | --------------- |
| 1  | Der Himmelsschreiber         | inedito         | 1º ottobre 2008   | inedito         |
| 2  | Der Tod trägt Weiß           | inedito         | 8 ottobre 2008    | inedito         |
| 3  | Die Schläfer                 | inedito         | 15 ottobre 2008   | inedito         |
| 4  | Tödliches Gebräu             | inedito         | 22 ottobre 2008   | inedito         |
| 5  | Der Tod ist schneller        | inedito         | 29 ottobre 2008   | inedito         |
| 6  | Vier Frauen                  | inedito         | 5 novembre 2008   | inedito         |
| 7  | Zerbrochenes Glas            | inedito         | 12 novembre 2008  | inedito         |
| 8  | Tiefe Wunden                 | inedito         | 19 novembre 2008  | inedito         |
| 9  | Der blonde Hans              | inedito         | 26 novembre 2008  | inedito         |
| 10 | Das verschlossene Zimmer     | inedito         | 3 dicembre 2008   | inedito         |
| 11 | Frau Neumann                 | inedito         | 10 dicembre 2008  | inedito         |
| 12 | Kölbachs letzter Wille       | inedito         | 17 dicembre 2008  | inedito         |
| 13 | Der schwarze Ritter          | inedito         | 14 gennaio 2009   | inedito         |
| 14 | Yachtsaison                  | inedito         | 21 gennaio 2009   | inedito         |
| 15 | Liebe steckt an              | inedito         | 28 gennaio 2009   | inedito         |
| 16 | Schlechte Zeiten für Vampire | inedito         | 4 febbraio 2009   | inedito         |
| 17 | Lillis Papa                  | inedito         | 11 febbraio 2009  | inedito         |
| 18 | Drunter und drüber           | inedito         | 25 febbraio 2009  | inedito         |
| 19 | Haie und andere Hechte       | inedito         | 4 marzo 2009      | inedito         |
| 20 | Der Mann aus Calais          | inedito         | 11 marzo 2009     | inedito         |